# 스타우라키오스
스타우라키오스(그리스어: Σταυράκιος Φωκάς, ? - 812년 1월 11일)는 811년 7월 26일부터 10월 2일까지 잠시 동안 동로마 제국의 황제였다.
스타우라키오스는 니키포로스 1세의 아들로 803년 아버지에 의해 공동황제가 되었다. 807년 폐위된 여제 이리니의 친척인 아테네 출신의 테오파노와 결혼하였다.
그는 811년 아버지와 함께 대대적인 불가르족 섬멸 원정을 떠났다. 초반 비잔티움군은 불가르족의 수도를 유린하며 초기에는 궁지에 몰아넣는 데 성공하였고 크롬은 몇번이나 강화를 요청해 왔으나 거절하였다. 그러나 7월 24일 비잔티움군은 무리하게 좁은 협곡으로 쳐들어갔다가 불가르족의 함정에 빠지고 말았다. 이틀간의 불가르족의 대 공세로 좁은 협곡에서 비잔티움 군대는 괴멸했고 황제 니키포로스도 목숨을 잃었고 스타우라키오스는 척수가 절단된 상태에서 간신히 도망쳤다. 이때의 부상으로 스타우라키오스는 거의 목숨만 붙어있는 상태로 황제직을 수행할 수 없었다. 스타우라키오스는 차기 황제로 황후 테오파노를 임명하려 했으나 궁정에서는 니키포로스 가문의 유일한 남자이며 스타우라키오스의 매형인 미카엘 1세 랑가베를 황제에 임명하였다.
811년 10월 2일 미카엘 1세가 제위에 오르자 스타우라키오스는 수도원에 유폐되었고 이듬해 1월 11일에 죽었다.
| 전임 니케포루스 1세 (802 - 811) | 동로마 제국의 황제 811년 | 후임 미하일 1세 랑가베 (811 - 813) |